# 1930 год в истории железнодорожного транспорта
1930 год в истории железнодорожного транспорта

## События
- На моторвагонную тягу были переведены участки Мытищи — Болшево, Мытищи — Пушкино, Болшево — Щёлково и Пушкино — Правда.
- 23 марта в Днепропетровске на базе политехникума и факультета дорожных инженеров Киевского политехнического института был основан Днепропетровский институт инженеров железнодорожного транспорта.
- 1 июля — линии Рязанско-Уральской железной дороги к западу от станции Турмасово общим протяжением 1016 километров включаются в состав Московско-Курской и Московско-Казанской дорог.
- 8 сентября — крушение в результате столкновения двух пассажирских поездов у платформы Перерва Московско-Курской железной дороги[1].
- В СССР началось внедрение электрической централизации стрелок.[2]
- Проведены изыскания на участке Хабаровск — Советская Гавань. Началась разработка проекта возобновления строительства Байкало-Амурской магистрали.[2]
- В Московском электромеханическом институте инженеров транспорта началась подготовка инженеров-тепловозников.[2]
- В Москве создано Центральное вагоно-конструкторское бюро.[2]
- В СССР начала работу станция Свердловск-Сортировочный.
- На территории Камбоджи построена железная дорога.[2]